# Мали александар
Мали александар (Psittacula krameri) по распрострањености од свих врста средњих папагаја, изузимајући нимфу спада у територијално најраспрострањенију врсту папагаја. Његова природна пребивалишта простиру се у западној, централној и делу источне Африке, и земљама Индијског потконтинента.
Величина ових папагаја креће се од 40-42 cm. Основна боја им је зелена са светлије зеленим грудима и карактеристичним црвеним кљуном. Мужјак се од женке разликује по црвено-црном оковратном прстену који добија тек после две године старости, када ова врста папагаја и постаје полно зрела. Иначе пол младих птица је веома тешко разликовати јер су буквално идентичне. Вештачком селекцијом добијено је пуно различитих мутација. Жута(лутино), плава, бела(албино), сива, олива, светлоплава, циметна, па, у последње време плава са белом главом, бела са плавом главом, бела са плавом главом и зеленим репом су неке од мутација које срећемо у волијерама одгајивача.
Мали александар је најчешће чувана врста из рода Psittacula. Није претерано захтеван у погледу исхране и предност је у прилично лаком парењу и одгајивању младих. У доста дубоким дупљама дрвећа женка полаже 3-5 белих јаја величине 24x30 mm и лежи на њима наредна 22 дана. Након шест недеља од излегања, млади ће напустити гнездо, већ поприлично оформљени и оперјали, са нешто краћим репом, који ће временом достићи пуну дужину. Остају са родитељима још 4-5 недеља учећи да једу и стичући летачко знање.
Неколико година уназад примећена су читава јата од стотинак јединки у миграционом лету над Енглеском, па је врло вероватно да ће се ова врста папагаја населити и по Европи у следећем временском периоду.
Као кућни љубимац, мали александар је веома захвалан. Храни се зрневљем сунцокрета, проса, овса, светлог семена, америчког и сирка шећерца, конопље, као и кукурузом кокичарем уз додатак воћа јабуке, и поврћа-шаргарепе, спанаћа, паприке са семеном и дршком, краставца и посебно листом маслачка, першуном, што му представља посебну посластицу. Купус и поврће из те породице треба избегавати јер постоји могућност добијања пролива, што у дужем периоду може да изазове и трагичан исход.